# 杨守贞
杨守贞（9世纪—？），一作杨守正，唐朝末年当权宦官六军十二卫观军容使、左神策军中尉杨复恭养子。光启二年（886年），被任为龙剑节度使。后来，不向朝廷纳贡，上表毁谤藐视朝廷。大顺二年（891年）八月，唐昭宗令杨复恭致仕，十月又攻打杨复恭官邸，杨复恭兵败出奔兴元府投靠养堂侄山南西道节度使杨守亮，与杨守亮和自己的其他养子武定军节度使杨守忠、杨守贞及绵州刺史杨守厚一同举兵反抗朝廷，声称讨伐原为杨复恭养子但当时已投靠昭宗的天威都将李顺节（前名杨守立）。十二月，李顺节即因跋扈被昭宗诛杀。
景福元年（892年），威戎节度使杨晟与杨守亮兄弟及感义军节度使满存、利阆观察使席俦等相约攻西川节度使王建。三月，杨晟被王建围攻，给杨守贞、杨守忠、杨守厚写信，让他们攻东川以解威戎军军部彭州之围，杨守贞等从之。东川节度使顾彦晖出兵击退杨守厚。杨守贞、杨守忠军无所依靠，在绵、剑二州之间徘徊。王建遣牙将吉谏袭败杨守厚军。杨守贞、杨守忠闻王建出兵，率众奔绵州，合兵攻东川，不能胜。西川行营都指挥使李简败杨守忠，四月又败杨守厚，西川威信都指挥使华洪以一万军队屯绵州郊，打败杨守忠、杨守厚，二人兵分两路逃回阆州。
先前凤翔节度使李茂贞请求讨伐杨守亮，于二月被任为山南西道招讨使。八月，攻克兴元府，杨复恭、杨守亮、杨复恭养子杨守信、杨守贞、杨守忠、满存奔阆州。乾宁元年（894年）七月，李茂贞克阆州，杨复恭、杨守亮、杨守信等率其族党突围而逃，被镇国军节度使韩建所俘，都被处死。杨守厚病亡。史书没有记载杨守贞的下落。